# Cibadak (Cibeber)
Cibadak is een bestuurslaag in het regentschap Cianjur van de provincie West-Java, Indonesië. Cibadak telt 6015 inwoners (volkstelling 2010).